# Ochamps

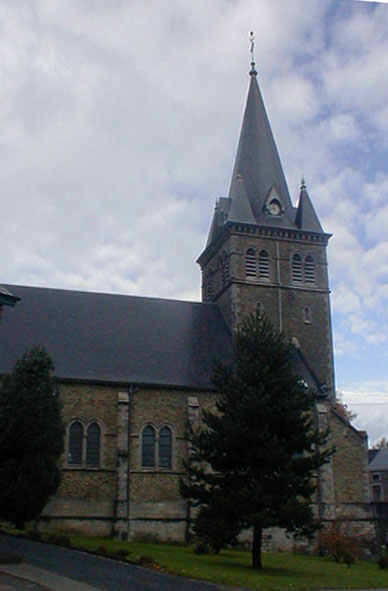
Kirche von Ochamps

Ochamps ist ein belgischer Ort in der Provinz Luxemburg.
Zusammen mit den Anloy, Libin, Redu, Smuid und Villance bildet er die Gemeinde Libin in Wallonien.

## Geografie
In Ochamps entspringt die Lesse.

## Geschichte
Im Ersten Weltkrieg gewannen hier die deutschen Truppen eine Schlacht. Um an diese zu erinnern, wurde eine Kaserne in Wiesbaden danach benannt.

## Persönlichkeiten
- René Toussaint (1920–1993), römisch-katholischer Ordensgeistlicher, Bischof von Idiofa